# Rebecca Stokell
Rebecca Stokell (* 13. März 2000 in Dublin, Irland) ist eine irische Cricketspielerin, die seit 2017 für die irische Nationalmannschaft spielt.

## Kindheit und Ausbildung
Stokell studiert am Trinity College Dublin im Fach Human Health and disease.

## Aktive Karriere
Stokell gab ihr Nationalmannschafts-Debüt bei deinem Vier-Nationen-Turnier im WODI-Format in Südafrika im Mai 2017. Sie wurde für den ICC Women’s World Twenty20 2018 nominiert, kam dort jedoch nicht zum Einsatz. Bei der Tour gegen die West Indies im Mai 2019 folgte dann ihr internationales WTwenty20-Debüt. Im März 2022 erhielt sie einen zentralen Vertrag vom irischen Verband. Kurz darauf erlitt sie eine Verletzung und musste so mehrere Monate aussetzen. In der Folge etablierte sie sich im Team. Sie wurde für den ICC Women’s T20 World Cup 2023 nominiert, zog sich jedoch kurz davor eine Fußverletzung zu und musste das Turnier absagen.